# Samart
Samart is een dorp en deelgemeente in het Waalse Philippeville, in de provincie Namen. Tot 1 januari 1977 was het een zelfstandige gemeente. Samart telt ongeveer 150 inwoners.
Het dorp is vooral bekend door de middeleeuwse kasteelhoeve. Deze werd overigens sterk verbouwd in de 16e eeuw en 17e eeuw. Alleen de wachttoren is nog in originele staat. De gotische dorpskerk uit de 16e eeuw is gebouwd van lokale natuursteen.

## Demografische ontwikkeling
- Bronnen:NIS, Opm:1831 tot en met 1970=volkstellingen, 1976= inwoneraantal op 31 december

Fagnolle · Franchimont · Jamagne · Jamiolle · Merlemont · Neuville · Omezée · Roly · Romedenne · Samart · Sart-en-Fagne · Sautour · Surice · Villers-en-Fagne · Villers-le-Gambon · Vodecée

Belgische gemeenten · arrondissement Philippeville · provincie Namen · Wallonië